# Horné Vestenice
Horné Vestenice jsou obec na Slovensku v okrese Prievidza v Trenčínském kraji ležící na úpatí Strážovských vrchů. Žije zde 629 obyvatel.
První písemná zmínka o obci je z roku 1332. V obci je římskokatolický kostel svatých Petra a Pavla z roku 1564. Na kopci nad obcí byly odkryty základy menší kaple z 13. - 16. století. Základy jsou památkově upraveny a prezentovány veřejnosti.